# Каптин Ков (Вирџинија)
Каптин Ков (енгл. Captains Cove) насељено је место без административног статуса у америчкој савезној држави Вирџинија.

## Демографија
По попису из 2010. године број становника је 1.042.
| Група             | 2000.    | 2010.       |
| Белци             | 0 (0,0%) | 924 (88,7%) |
| Афроамериканци    | 0 (0,0%) | 68 (6,5%)   |
| Азијати           | 0 (0,0%) | 11 (1,1%)   |
| Хиспаноамериканци | 0 (0,0%) | 24 (2,3%)   |
| Укупно            | 0        | 1.042       |